# Zell (Moselle)
Pour les articles homonymes, voir Zell.
Zell (Moselle) (français: Cellulaire, tombé en désuétude) une ville de l'arrondissement (Landkreis) de Cochem-Zell du Land de Rhénanie-Palatinat, en Allemagne. Elle est le siège de la communauté des communes de Zell qui compte 24 communes et 18 500 habitants.

## Géographie
La ville est située dans la vallée de la Moselle et elle est entourée de butes plantées de vignes. C'est un centre viticole important du terroir Moselle-Sarre-Ruwer.

## Quartiers

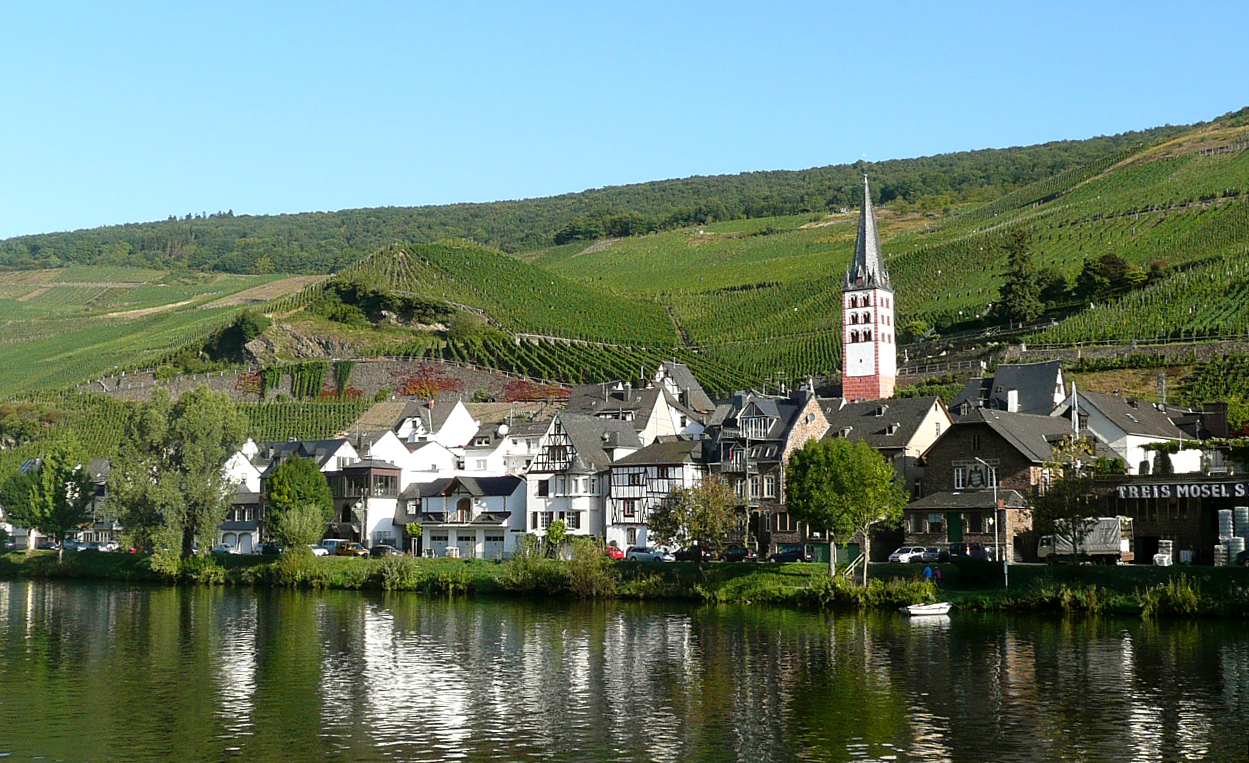
Merl, 2 km en aval de Zell.

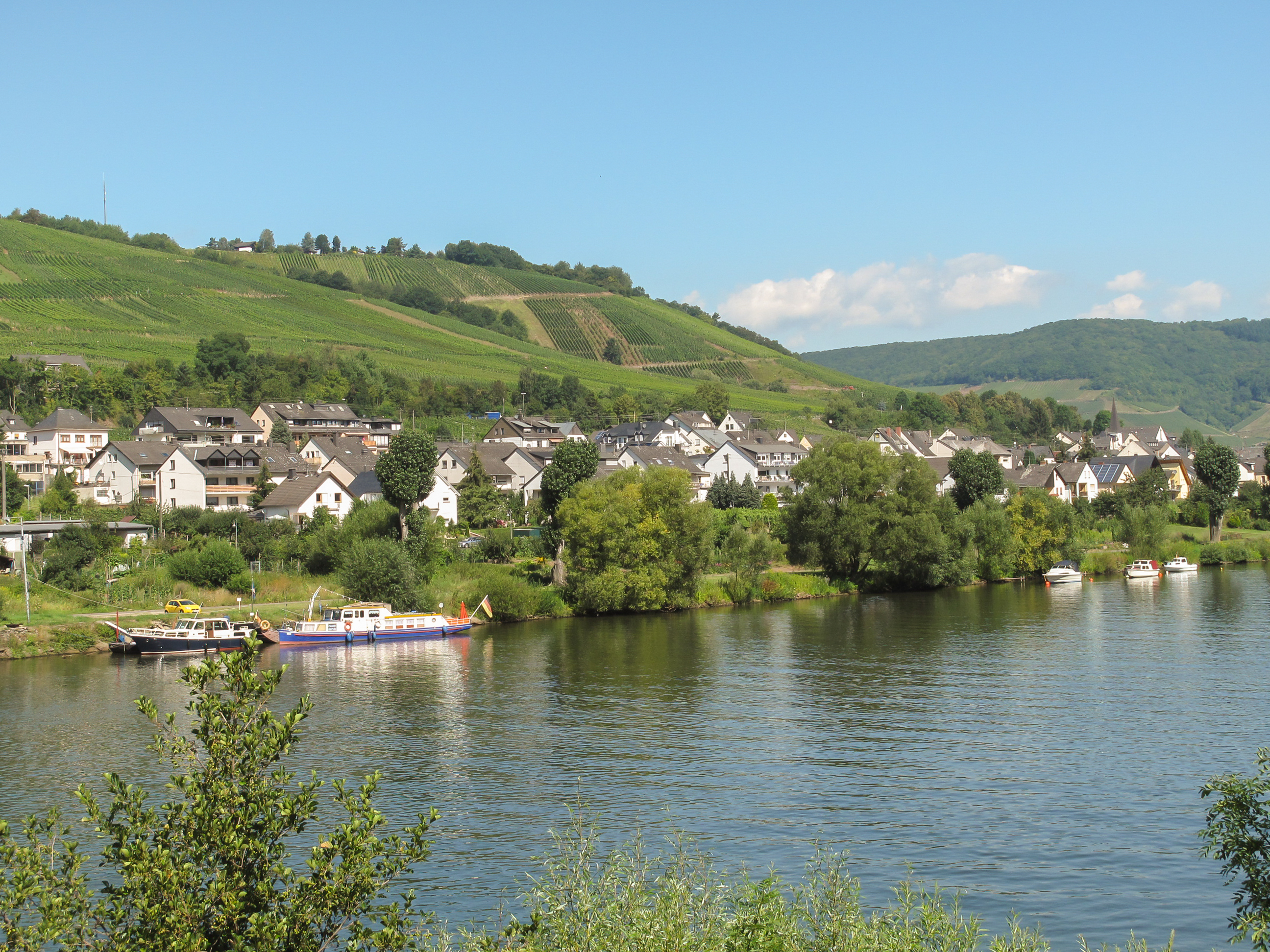
Kaimt-Mosel, vue sur le village.

- Quartier Kaimt
- Quartier Merl
- Quartier Barl
- Quartier Althaus

## Jumelages
- Crépy-en-Valois (France) ;
- Antoing (Belgique) ;
- Triptis (Allemagne).

## Personnalités
- Lilli Engel (1939-2018) est une peintre allemande morte à Zell.